# Oldenlandia chiovendae
Oldenlandia chiovendae là một loài thực vật có hoa trong họ Thiến thảo. Loài này được (Bremek.) Verdc. mô tả khoa học đầu tiên năm 1973.